# William Sturgeon
William Sturgeon (22 tháng 5 năm 1783 - 4 tháng 12 năm 1850) là một nhà vật lý và nhà phát minh Anh, là người đã tạo ra nam châm điện đầu tiên và sáng chế ra động cơ điện thực dụng đầu tiên.
Sturgeon được sinh ra tại Whittington, Lancashire và học nghề từ một người thợ giày. Ông đã nhập ngũ năm 1802 và tự học toán học và vật lý học. Năm 1824, ông đã trở thành một giảng viên khoa học tại trường Cao đẳng Công ty Đông Ấn ở Addiscombe, Surrey và năm sau đó ông đã trình diễn nam châm điện đầu tiên của mình. Ông đã biểu diễn sức mạnh của nam châm điện bằng cách nhấc một vật nặng 9 pound bằng một miếng sắt nặng 7 ounce được quấn dây có dòng điện được một pin điện cung cấp nguồn chạy qua.
Năm 1832, ông đã được bổ nhiệm làm giảng viên của Adelaide Gallery of Practical Science ở Luân Đôn, nơi lần đầu ông biểu diễn động cơ điện một chiều kết hợp với một bộ chuyển mạch. Năm 1836 ông đã thành lập tạp chí Annals of Electricity, và cùng năm đó ông sáng chế ra một điện kế.